# Maagverkleining
Een maagverkleining is een operatie waarbij de maag kleiner wordt gemaakt. Dit kan een neveneffect zijn van een behandeling waarbij een deel van de maag wordt weggehaald om andere redenen, zoals maagkanker of een maagzweer, maar ook wordt het gedaan in het kader van een poging iemand met ziekelijk overgewicht te laten afvallen.
Er zijn diverse bariatrische ingrepen waarbij de maagverkleining een onderdeel is:
- Gastric bypass
- Gastric wrap
- Sleeve
- Duodenal Switch
- Scopinaro (bilio-pancreatische derivatie)

Maagverkleining is een van de mogelijke ingrepen om te vermageren.
Mensen die een maagverkleining hebben ondergaan moeten kleinere porties eten omdat er minder ruimte in de maag is. Het is geen operatie om lichtvaardig aan te beginnen; de doelgroep heeft op grond van het overgewicht al een sterk verhoogd operatierisico.
In Nederland werd het aantal maagoperaties in 2024 geschat op meer dan 12.000 per jaar. Ook kinderen vanaf 13 jaar met ernstig overgewicht kunnen sinds 2024, onder voorwaarden, een maagverkleiningsoperatie ondergaan. Na de operatie vallen de patiënten in principe snel af. Bij één derde van de patiënten ontstaan daardoor nieuwe problemen, vooral door huidoverschot. Operatie daarvan wordt vaak niet vergoed.